# Бакіханов Аббас-Кулі-ага
Аббасгулу ага́ Бакіха́нов (азерб. عباسقلی باکیخانوف, Abbasqulu ağa Bakıxanov, також відомий під літературним псевдонімом Кудсі (азерб. Qüdsi, «чистий», «благородний») (21 червня 1794, Амірджан, Азербайджан — 31 травня 1847) — азербайджанський учений-просвітитель, поет і письменник, що писав азербайджанською, перською та арабською мовами. Ф. Касим-заде вважає його «одним із засновників реалістичного напрямку в азербайджанській художній літературі XIX століття».
Бакіханов є основоположником азербайджанської наукової історіографії; називається також основоположником азербайджанської археології, мовознавець А. М. Демірчізаде представив публіці як «першого азербайджанського лінгвіста».

## Біографія

### Юність

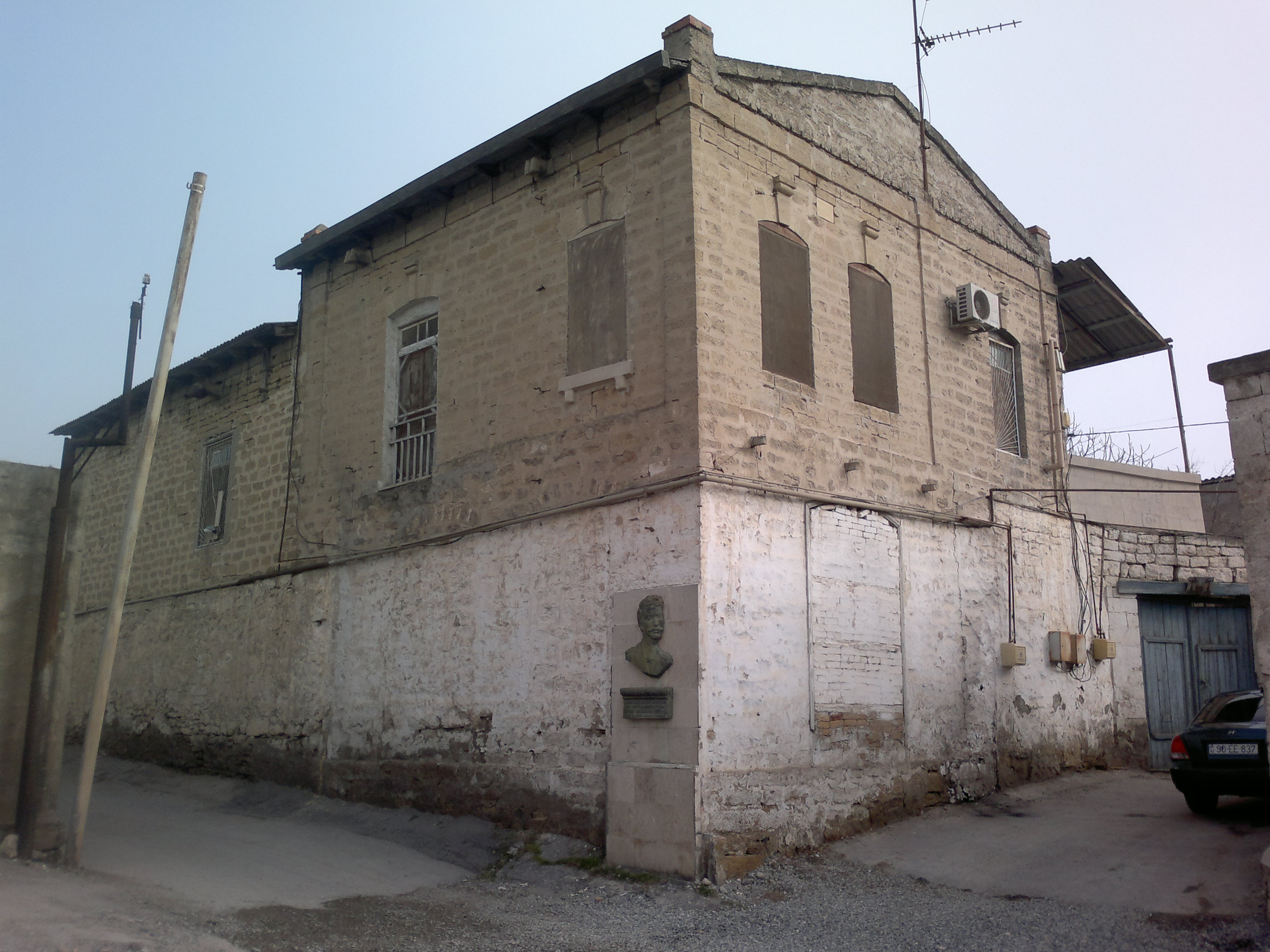
Будинок в Амірджані, в якому в 1794 році народився Бакіханов. Наші дні

За власними словами Аббас Кулі Ага Бакіханова він народився в пендж-шенбе 4 зу-л-хіджа 1208 року за хіджрою (в четвер 21 червня (3 липня) 1794 року) в селищі Амірджан у сім'ї бакинського хана Мірзи Мухаммед-хана II і грузинки, що прийняла іслам, Софії-ханум Баграм-бек кизи. У нього також був рідний брат Джафар Кулі Ага і четверо єдинокровних братів. Дитинство А. К. Бакіханов провів у апшеронських селищах Амірджан, Балахани, Маштага, Рамана. Тут в Маштазі з 1801 року він почав вчитися, а після того як в 1803 році їх сім'я остаточно влаштувалася в селі Амсар (Азербайджан), продовжив навчання в Ґубі. В автобіографії А. К. Бакіханов писав: «Хоча з мого семирічного віку я став вчитися, але протягом десяти років, внаслідок невпинних тривог і воєн, я нічого не набув, крім знання перської мови. Коли припинилися політичні смути і сімейство наше відділилося в Ґубу, я протягом 10 років присвятив себе вивченню арабської мови та різних наук. Незважаючи на брак коштів та інші перешкоди, я зумів заслужити деяку популярність в науках».
Юність Бакіханова протікала на тлі жорстокості і свавілля ханів, їх міжусобних воєн і негараздів. Показова історія, як в дитинстві А. Бакіханов врятував одного нукера, якого слуги ґубинського правителя Шейха Алі-хана збиралися стратити. Становище сім'ї в той час було непростим. Незадовго до народження Бакіханова між його батьком Мірзою Мухаммад-ханом II і дядьком Мухаммад Кулі-ханом виникла боротьба за ханську владу, яка закінчилася поваленням Мірзи Мухаммед-хана II. Останній перебрався до Шейха Алі-хана, який був його двоюрідним братом по матері. Після смерті Мухаммад Кулі-хана, на престол зійшов його племінник Хусейн Кулі-хан. У боротьбі з ним Мірза Мухаммед-хан II спирався на допомогу Шейха Алі-хана і навіть намагався використати династичні шлюби як з Шейхом Алі-ханом, так і з Хусейн Кулі-ханом, але повного успіху не добився. І хоча в якісь часи частина Бакинського ханства перебувала під його керуванням, в результаті він був вигнаний Хусейн Кулі-ханом з бакинських володінь. У протистоянні з ним Мірза Мухаммед-хан II і його брати в подальшому почали схилятися в бік Росії, що викликало гнів з боку Шейха Алі-хана ґубинського. У союзі з Мірзою Мухаммад-ханом II російська армія під командуванням Булгакова рушила на Баку. Хусейн Кулі-хан втік до Персії, а Бакинське ханство увійшла до складу Російської імперії. Починаючи з цього часу між Мірзою Мухаммад-ханом II і Шейхом Алі-ханом почалася ворожнеча. Останній був розбитий у 1808 році генерал-майором Гур'євим, а вже в 1809 році Ґубинське ханство було передане в управління Мірзі Мухаммад-хану II, який очолив «тимчасове управління» Ґубинської провінції.
В подальшому становище сім'ї залишалося аж ніяк не безпечним. У 1814 році один з людей Шейха Алі-хана, якийсь Черкес-бек, одного разу пробрався до палацу і заклав під його стіни кілька бочок з порохом. Колишній ґубинський хан наказав в наступну ж ніч привести у виконання намір знищити сім'ю Бакіханових. Про підготовку замаху повідомив чоловік, з яким Аббас Кулі Ага Бакіханов зіткнувся під час прогулянки. Цей чоловік виявився тим нукером, якого в свій час врятував А. Бакіханов. Змова провалилася.

### На державній службі
В кінці 1819 року Аббаскулі Ага Бакіханов прибув до Тифлісу, куди його запросив головноуправитель Грузії генерал А. П. Єрмолов «для призначення на службу». Після прибуття він почав виконувати окремі доручення Єрмолова з військової частини. Вже в 1820 році Бакіханов був учасником двох походів російської армії — проти правителя Казикумухського ханства Сурхай-хана і проти ширванського володаря Мустафи-хана. Так, влітку 1820 року він знаходився у складі загону генерала В. Г. Мадатова, виступив у похід проти Сурхай-хана казикумухського. Під час походу Єрмолов у листі до А. А. Закревський від 22 квітня того ж року писав: «Я такий бідний чиновниками, що роздав моїх ад'ютантів. Одного (Бакіханова — прим.) послав з Мадатовим проти зрадника Казикумухського хана». А. Бакіханов брав участь у Хогерській битві, за відзнаку в якій 4(16) вересня отримав свій перший офіцерський чин прапорщика.
28 грудня 1821 (9 січня 1822) року Бакіханов був офіційно оформлений перекладачем зі східних мов при канцелярії главноуправителя Грузії. У 1823 році він бере участь у роботі демаркаційної комісії з розмежування встановленого Ґюлістанською угодою кордону з Персією. У тому ж році А. Бакіханов бере участь у роботі над Описом" Карабахської провінції. Брав участь у 1824 році у поході російських військ на Кавказькій лінії під командуванням генерал-лейтенанта О. О. Вельямінова. За одними відомостями 20 червня, за іншими — 18 (30) вересня 1826 року Аббаскулі-ага Бакіханов отримав звання поручика.

Широкого розмаху діяльність А. Бакіханова набула під час російсько-перської та російсько-турецької воєн. В той час він перебував у свиті генерала І. Ф. Паскевича з дипломатичної частини. Згодом Паскевич писав міністрові закордонних справ графу К. В. Нессельроде про Бакиханова:
|  | Приїхавши до Грузії і помітивши здібності і благородні його якості, я повною довіреністю продовжував займати його по частині дипломатичній. В перську війну службою Аббас-Кулі-аги я був особливо задоволений: досконале знання його перської мови і невтомна діяльність принесли багато користі. Через нього йшло майже все листування з перським двором і, таким чином, стали йому відомі всі зносини наші з Персією і весь хід нашої перської політики |

Брав безпосередню участь у боях російсько-перської війни. 5 червня він з хоробрістю бився в урочищі Джаван-Булах, а 7 червня при взятті Аббас-Абада. За заслуги, проявлені при облозі Аббас-Абада 14 (26) жовтня його підвищили до штабс-капітана. Задовго до цього, перським принцом Аббас-Мірзою були розпочаті переговори про мир. Ще 20 липня Паскевич відправив О. С. Грибоєдова і А. С. А. Бакіханова в містечко Каразіадин для особистих переговорів з Аббас-Мірзою. Тим часом, російська армія продовжувала успішний наступ. 20 вересня армія під командуванням Паскевича взяла Сардар-Абад, а вже 1 жовтня був узятий Єреван. В усіх цих битвах брав участь і А. Бакіханов, за що його нагородили орденом Анни 3-го ступеня з бантом.

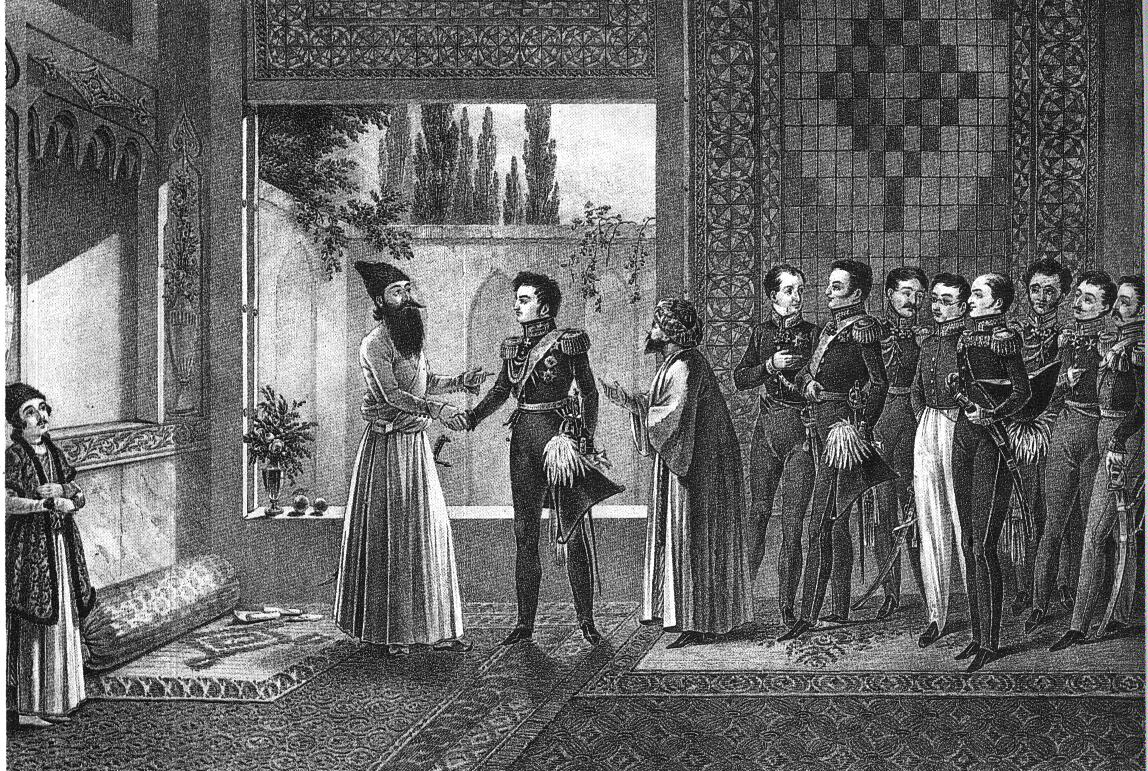
Дех-Харреганські переговори між генералом І. Ф. Паскевичем і принцом Аббас-мірзою, в яких брав участь А.-К. Бакіханов

4 серпня 1828 року «за переговори про мирні трактати з Персією» переведений в капітани.
21 квітня 1829 року «за відмінну старанність при взятті фортеці Ахалцихе» переведений у майори з оголошенням йому Найвищого Благовоління.
У 1831 році брав участь в Дагестанській експедиції під командуванням генерал-ад'ютанта М. П. Панкратьєва і «за відзнаку» переведений у підполковники 9 березня 1832 року. У 1842 році переведений у полковники.
Служачи в Тифлісі перекладачем в канцелярії генерала Єрмолова, він ґрунтовно вивчає російську та французьку мови.
Перебуваючи на військовій службі, він близько познайомився з видатними діячами культури, які перебували в той час на Кавказі — з О. С. Грибоєдовим, О. О. Бестужевим, Я. П. Полонським, Т. Лада Заблоцьким, М. Ф. Ахундовим, М. Ш. Вазехом, О. Чавчавадзе, Р. Орбеліані, М. Бараташвілі. Особистістю і творчістю Бакіханова цікавилися багато російських, польських, німецьких, французьких поетів, письменників, які подорожували Кавказом, — Кюхельбекер, Бестужев-Марлінський, художники В. І. Мошков і Г. Г. Гагарін, німецький поет Ф. Боденштедт, І. М. Березін та інші. У 1833 році він подорожував Росією, Латвією, Литвою та Польщею. В Петербурзі (1834 р.він познайомився з російським письменником Пушкіним.
У 1843 році брав участь у роботі спеціального комітету зі складання проекту положення про особисті права вищого мусульманського стану в Закавказзі. Він відомий і як журналіст — редагував перське видання «Тифліських відомостей».
Полковник Аббас-Кулі-ага Бакіханов помер 31 травня 1847 року під час епідемії холери в аравійській пустелі між Меккою і Медіною (оаза Ваді-Фатіма) на зворотному шляху з паломництва. Похований у спільній могилі в містечку Ваді-Фатіма.

## Наукова спадщина

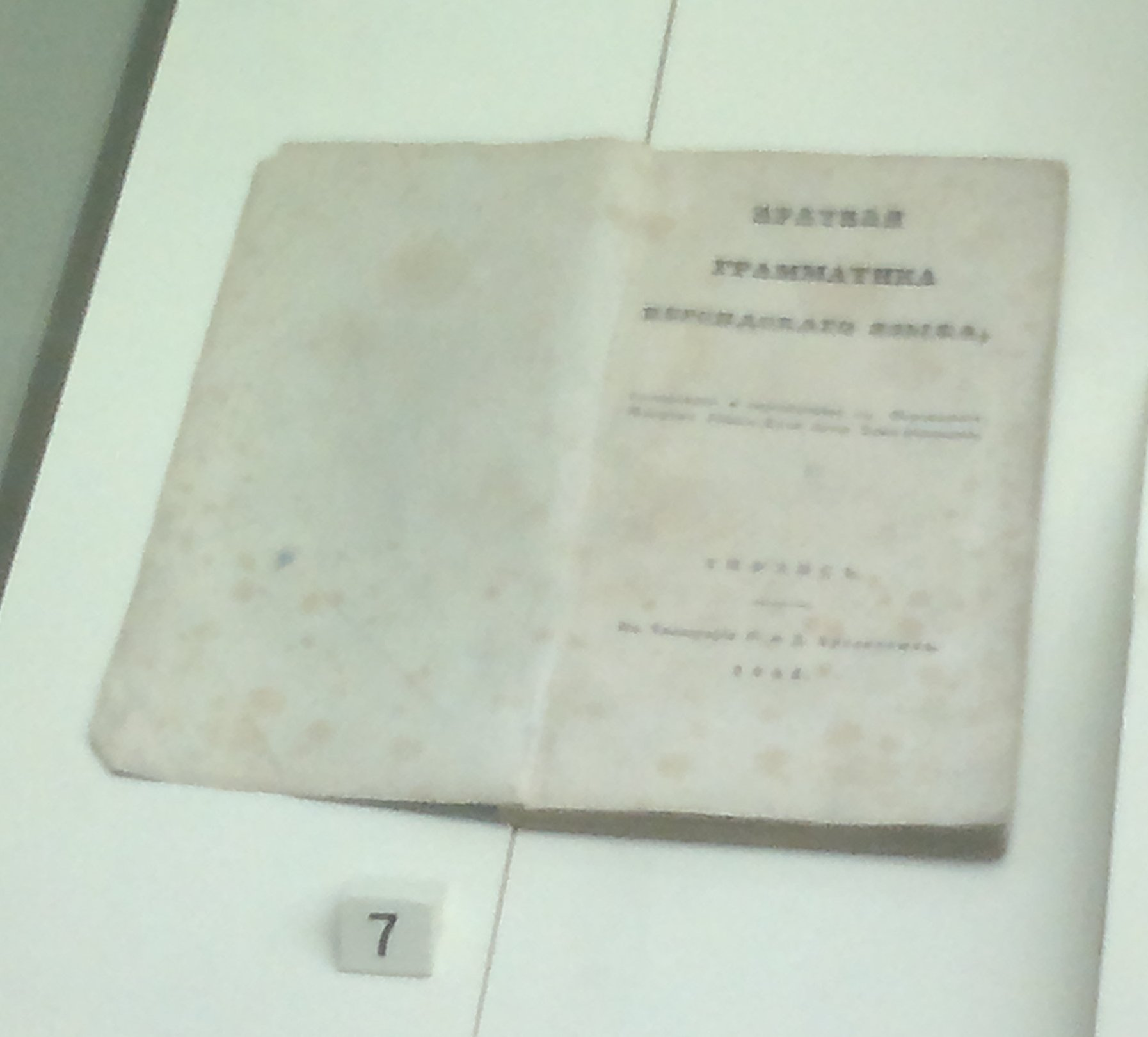
Примірник «Короткої граматики перської мови» (Тифліс, 1841) Бакіханова в Музеї історії Азербайджану (Баку)

Бакіханов залишив багату наукову, філософську та літературну спадщину.
Він першим зробив спробу викласти історію літератури та науки в Азербайджані з XII по XIX ст. В своїх дослідженнях з історії матеріальної і духовної культури народів східного Закавказзя, Бакіханов повідомляє цінні відомості про життя та діяльність поетів, вчених, теологів стародавнього і середньовічного Ширвану і Дагестану.

### Ґюлістан-і Ірам
«Ґюлістан-і Ірам» («Історія східної частини Кавказу») — наукове дослідження, в якому автор висвітлив історію Ширвану і Дагестану від найдавніших часів до Ґюлістанського миру (12 жовтня 1813 р.). Відрізняється широтою задуму, багатством фактичного матеріалу, неупередженим ставленням до мусульманських народів. Для написання цієї праці Бакіханов використав величезну кількість відомостей, почерпнутих із творів античних вірменських, грузинських, перських, арабських і турецьких середньовічних авторів. Автор широко використав літературні пам'ятники і матеріал топоніміки, нумізматики та епіграфіки. Ця праця була високо оцінена російськими і закордонними вченими. Відповідно до «Нарисів з історії історичної науки в СРСР» (1955 рік) в «Ґюлістан-і Ірам» робиться перша спроба дати загальний огляд історії Азербайджану з найдавніших часів до 1813 року.

### Кашф аль-Караїб
«Кашф аль-Караїб» («Відкриття чудасій») присвячена історії відкриття Америки, «Асрар ал-Малакут» («Таємниці царства небесного») присвячена захисту уявлень про геліоцентричну системи світу, поясненню будови і фізичної природи тіл Сонячної системи.
«Загальна географія» — опис фізичної, політичної, економічної карти світу.

## Літературна спадщина
Художня творчість Бакіханова не була однорідною. Твори, написані в традиціях середньовічної східної літератури, обтяжені умовними образами, суфійськими поетичними символами; твори, сюжети яких взяті із сучасного життя, пройняті просвітницькими ідеями. Бакіханов був останнім письменником Середньовіччя і водночас першим письменником Нового часу. Цим визначається його особливе місце в історії азербайджанської літератури. У своєму рідному місті Ґубі організував літературний меджліс під назвою «Ґюлістан» («Квітник»). Навколо нього згуртувалися поети та поціновувачі поезії.
«Ріяз ал-Ґудс» («Святі квітники») — його перший поетичний твір, написаний азербайджанською мовою. Поема створена під впливом релігійно-містичної поезії.
«Кітаб-е Аскеріє» («Книга про Аскера») — розповідь про взаємну любов юнака і дівчини, переслідуваних фанатичним середовищем.
«Тифліс», «Серед грузинів» — вірші, що являють собою реалістичні замальовки грузинського міського побуту.
«Осел і Соловей» — вільний переклад байки Крилова.
«Звернення до жителів Тавриза» — соціальна сатира, що викриває вади відсталого мусульманського середовища.
«Мішкат аль-анвар» («Ніша світочів») — дидактична поема, що містить безліч настанов і цитат з Корану і хадисів пророка, апокрифічні легенди. Автор зазнав сильного впливу суфійських ідей.
«Тахзіб-ал-Ахлак» («Виправлення вдач»), «Кітаб-е-Насаїх» («Книга настанов»), «Айн аль-Мізан» («Сутність ваг»), «Асрар уль-мелекут» («Таємниці царства небесного»), «Кануні Кудсі», — філософсько-етичні твори в яких моральна свідомість і логічна здатність судження розглядаються як продукт виховання і освіти.
«Вознесіння мрії» та «Європейське суспільство» — поеми, написані у Варшаві. Віршовані оповідання та байки навчально-дидактичного характеру в дусі повчальної лірики Сааді. Кита́, рубаї, мураббе і мухаммасів азербайджанською, перською та арабською мовами, в яких відбилися етико-філософські роздуми автора.
Значну частину поетичної спадщини Бакіханова складають газелі. Основні їх мотиви — беззастережна відданість коханій, оспівування її краси.

## Особисте життя
Сім'я Бакіханових за віросповіданням належала до мусульман-шиїтів. У 1826 році Бакіханов одружився з Сакіне-ханум, донькою Келб Хусейн-аги, від шлюбу з якою у 1831 році у нього народилася донька Зібюї-Ніса-бегюм, а в 1839 році друга дочка — Тугра-ханум. Обидві вони вийшли заміж за своїх двоюрідних братів, синів дядька Джафар-Кулі-Ага Бакіханова.
Бакіханов вільно володів азербайджанською, арабською, перською та російською мовами, а також, мабуть, знав і французьку мову. Серед його друзів були такі російські письменники і поети, як О. С. Грибоєдов, О. О. Бестужев-Марлінський і В. К. Кюхельбекер.

## Історії про Бакіханова
Одна з історій-легенд про Бакіханова, що зустрічається в історичній літературі, описує зустріч з російським імператором Миколою I і його дружиною, імператрицею Олександрою Федорівною.
Легенда описує, що одного разу Бакіханов був запрошений на прийом до імператора. Микола і його дружина були сповіщені заздалегідь, що відомий поет Кавказу не п'є алкогольних напоїв, оскільки є віруючим мусульманином. Здивована цим і побажавши збентежити Бакіханова, імператриця припустила, що вона буде першою, хто запропонує йому напій. На прийомі, Олександра Федорівна наблизилася до поета з келихом вина на золотому підносі. Приголомшений цією несподіваною честю, Бакіханов став на коліно, підняв келих, повернувся до імператору Миколі і промовив: «Пан Мій пропонує мені напій, мій Господь вказав мені не пити, кому я повинен бути слухняним?». Будучи релігійною людиною, імператор відповів: — «Вашому Господу звичайно».
Бакіханов повернув келих на піднос, і збентежена цариця пішла.

## Нагороди
- Орден Святої Анни III ступеня з бантом (1 січня 1828) — за Сардар-Абад і Ерівань[29]
- Орден Святого Володимира IV ступеня з бантом (16 жовтня 1828) — за відмінну мужність і хоробрість, виявлені в боях проти турків і при облозі і взятті Карса[29]
- Орден Святої Анни II ступеня (1829) — за участь у боях 19 і 20 червня 1829 року в Соганлузьких горах[ru][29]
- Орден Святої Анни II ступеня з імператорською короною, прикрашеною (1829) — за участь у битвах 24 липня 1829 року під Хартом і 27 вересня при Байбурті[29]
- Орден Святого Станіслава 3-го ступеня з мечами
- Перським орден Лева і Сонця 1-го ступеня з алмазами на діамантовому ланцюгу[30] (1829)

## Пам'ять
- У рідному селищі Амірджані встановлено погруддя. На стіні будинку, в якому народився Бакіханов, встановлена меморіальна дошка. Пам'ятник Бакіханову стоїть у селищі, що носить його ім'я[ru], а також у місті Ґуба, де пройшли юні роки Бакіханова.
- Художник Мурад Ашрафмурад написав картину «Бакіханов і Грибоєдов» (1958—1959)
- Іменем Аббас-Кулі-Ага Бакіханова названі:
  - Інститут історії Національної Академії Наук Азербайджану[az]
  - Селище Бакіханов[ru] (Сабунчинський район[ru])
  - Вулиця в Насімінському районі[ru] Баку
- У 2012 році був знятий азербайджанський фільм «Посол зорі[ru]», присвячений життю і діяльності Мірзи Фаталі Ахундова. Роль Бакіханова у фільмі зіграв Народний артист Азербайджану Фахраддін Манафов[ru][31].

## Генеалогія
За даними тесту Y-ДНК одного з сучасних нащадків Джафаркулі-ага Бакіханова по чоловічій лінії, рід Бакіханових відноситься до гаплогрупи N1b (P43),

## Твори
- Аббас-Кулі-ага Бакіханов.  «Ґюлістан-і Ірам» / Академія Наук Азербайджанської РСР, Інститут історії. — Баку: Елм, 1991.